# Bergrennen Rossfeld 1963

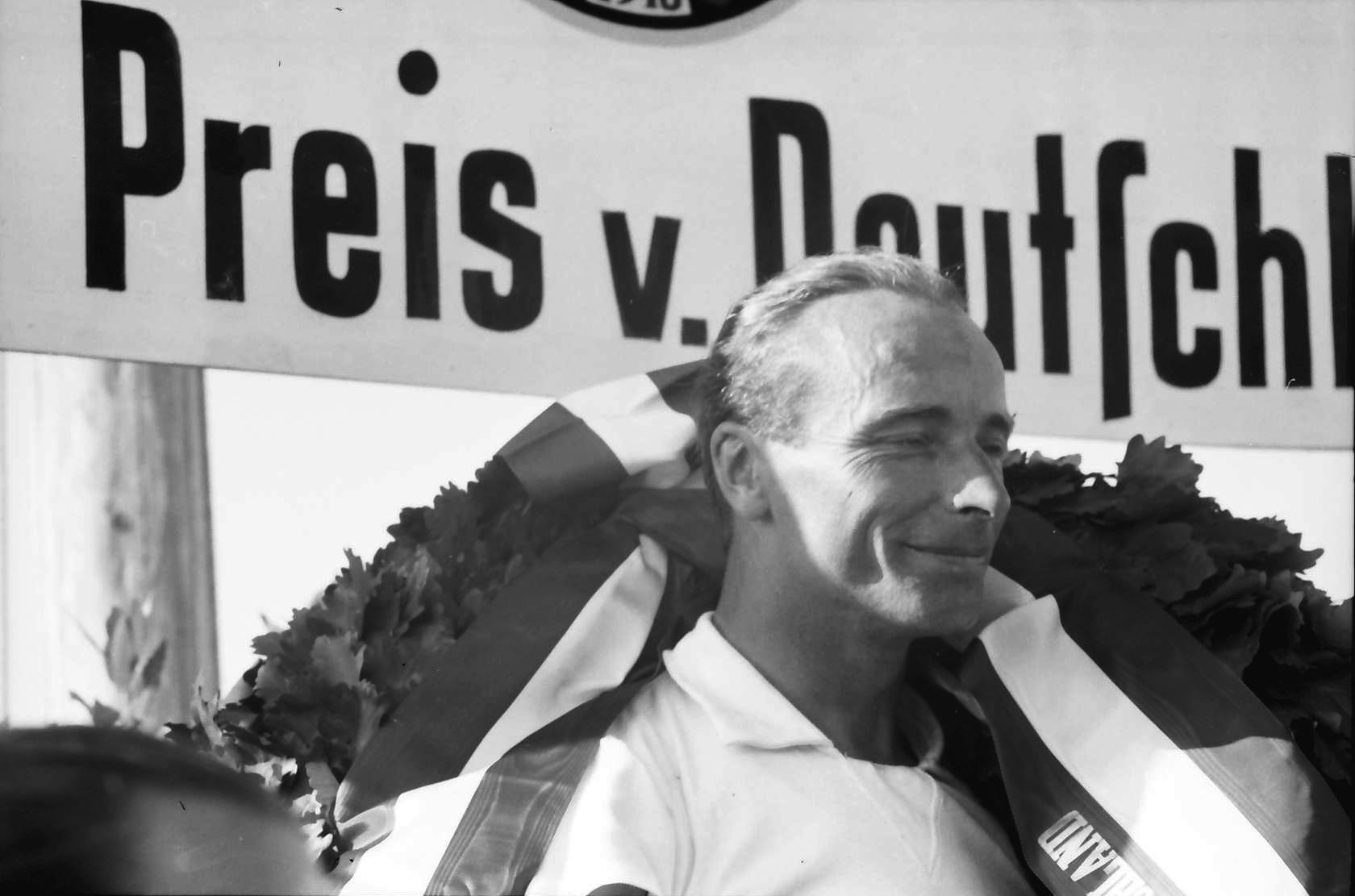
Edgar Barth, hier auf dem Podium nach einem Rennsieg auf dem Nürburgring 1957, gewann das Rennen auf das Rossfeld

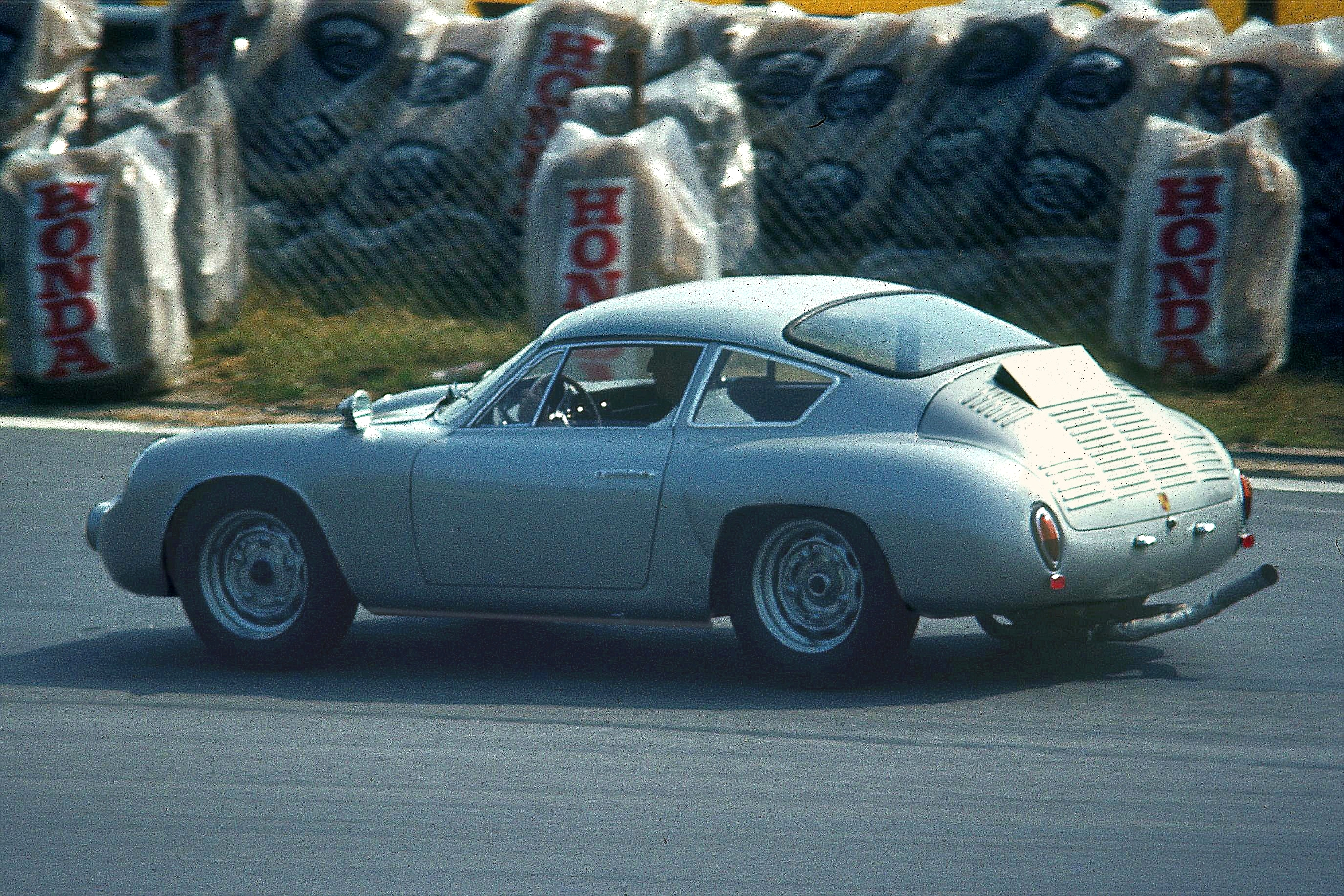
Porsche Carrera Abarth bei einem Demonstrationslauf 1981 auf dem Nürburgring

Das Bergrennen Rossfeld, auch Rossfeld Mountain Grand Prix, war ein Bergrennen, das am 9. Juni 1963 ausgefahren wurde. Gleichzeitig war das Rennen der neunte Wertungslauf zur Sportwagen-Weltmeisterschaft dieses Jahres.

## Das Rennen
Das Rennen über die Roßfeldhöhenringstraße auf das Rossfeld war das zweite 1963 für die Sportwagen-Weltmeisterschaft gewertete Bergrennen. Da ein Teil Straße auf österreichischem Staatsgebiet liegt, wurde dieses Rennen – eine Besonderheit im internationalen Motorsport – in zwei Staaten, Westdeutschland und Österreich, ausgefahren. 
Die für das Rennen abgesperrte Teilstrecke hatte eine Länge von sechs Kilometern und musste von den Teilnehmern zweimal befahren werden. Sieger war, wer in der Addition der Läufe die schnellste Zeit erzielt hatte. 1963 war es Edgar Barth, der das Rennen mit einem Vorsprung von fünf Sekunden auf seinen Markenkollegen Joseph Greger gewann; beide fuhren Porsche-356-Modelle. Für Greger war das Rennen besonders anstrengend, da er mit zwei Fahrzeugen am Start war und dabei zwei Klassensiege erreichte. Auf einem Porsche 356 B Carrera wurde er Gesamtzweiter; mit einem Porsche 718 RS beendete er die Veranstaltung an der siebten Stelle der Schlusswertung. Auch Eberhard Mahle, Hans Herrmann und Mauro Bianchi waren mit zwei Fahrzeugen am Start.
Nach dem ersten Lauf, der auf trockener Fahrbahn ausgetragen wurde, lag Hans Herrmann im Abarth 2000 Sport in Führung. Auf der regennassen Strecke des zweiten Laufes fiel er mit diesem Wagen an die 31. Stelle zurück, erreichte mit einem Abarth-Simca 1300 Bialbero aber den vierten Gesamtrang.

## Ergebnisse

### Schlussklassement
| 1               | GT 2.0   | 66  | Porsche System Engineering       | Edgar Barth                      | Porsche 356 B Carrera Abarth GTL | 0:07:24,800 |
| 2               | GT 1.6   | 47  | Joseph Greger                    | Joseph Greger                    | Porsche 356 B Carrera            | 0:07:29,900 |
| 3               | GT 1.3   | 46  | Abarth                           | Mauro Bianchi                    | Abarth-Simca 1300 Bialbero       | 0:07:31,400 |
| 4               | GT 1.3   | 40  | Scuderia Sant Ambroeus           | Hans Herrmann                    | Abarth-Simca 1300 Bialbero       | 0:07:41,800 |
| 5               | GT 2.0   | 67  | Scuderia Filipinetti             | Herbert Müller                   | Porsche 356 B Carrera Abarth GTL | 0:07:43,400 |
| 6               | GT 1.3   | 38  | Scuderia Sant Ambroeus           | Giampiero Biscaldi               | Abarth-Simca 1300 Bialbero       | 0:07:45,300 |
| 7               | S/P 2.0  | 26  | Joseph Greger                    | Joseph Greger                    | Porsche 718 RS                   | 0:07:47,500 |
| 8               | GT 1.0   | 35  | Abarth                           | Eberhard Mahle                   | Fiat-Abarth 1000 Berlina         | 0:07:52,700 |
| 9               | GT 1.6   | 53  | Hessen                           | Michel Weber                     | Porsche 356 B Carrera            | 0:07:53,600 |
| 10              | S/P 2.0  | 10  | Scuderia Filipinetti             | Heini Walter                     | Porsche 718 RS                   | 0:07:56,500 |
| 11              | GT 1.6   | 52  | Wilfried Rüschenbaum             | Wilfried Rüschenbaum             | Porsche 356 B Carrera            | 0:07:57,500 |
| 12              | GT 1.6   | 50  | Karl Federhofer                  | Karl Federhofer                  | Porsche 356 B Carrera            | 0:07:59,500 |
| 13              | GT 2.0   | 69  | "Meyer II"                       | "Meyer II"                       | Porsche 356 B 2000 GS Carrera    | 0:07:59,900 |
| 14              | GT 1.6   | 54  | Manfred Mohr                     | Manfred Mohr                     | Porsche 356 B Carrera            | 0:08:01,200 |
| 15              | GT + 2.0 | 77  | Paolo Colombo                    | Paolo Colombo                    | Ferrari 250 GTO                  | 0:08:01,500 |
| 16              | GT 2.0   | 71  | Wilhelm Bartels                  | Wilhelm Bartels                  | Porsche 356 B 2000 GS Carrera    | 0:08:02,700 |
| 17              | GT + 2.0 | 76  | Karl Foitek                      | Werner Rüfenacht                 | Ferrari 250 GT                   | 0:08:04,600 |
| 18              | S/P 2.0  | 23  | Ecurie Biennoise                 | Hermann Müller                   | Porsche 718 RS 61                | 0:08:07,000 |
| 19              | GT 2.0   | 68  | Basilisk                         | Hans Kühnis                      | Porsche 356 B 2000 GS Carrera    | 0:08:08,000 |
| 20              | GT 1.0   | 37  | Abarth                           | Hans Illert                      | Fiat-Abarth 1000 Berlina         | 0:08:12,000 |
| 20              | GT 1.3   | 41  | Kurt Geiss                       | Kurt Geiss                       | Abarth-Simca 1300 Bialbero       | 0:08:12,000 |
| 22              | GT 1.0   | 37A | Romano Perdomi                   | Romano Perdomi                   | Fiat-Abarth 1000 Berlina         | 0:08:14,000 |
| 23              | GT 1.6   | 55  | Gabriel Lanzo Wambolt von Umstad | Gabriel Lanzo Wambolt von Umstad | Porsche 356 B Carrera            | 0:08:14,400 |
| 24              | GT 1.6   | 48  | OASC                             | Max Kraus                        | Porsche 356 B Carrera            | 0:08:15,900 |
| 25              | GT + 2.0 | 78  | Günther Lohsträter               | Günther Lohsträter               | Ferrari 250 GT                   | 0:08:18,000 |
| 26              | GT 1.6   | 51  | Siegfried Günther                | Siegfried Günther                | Porsche 356 B Carrera            | 0:08:18,900 |
| 27              | T + 2.0  | 85  | Abarth                           | Eberhard Mahle                   | Fiat 2300S                       | 0:08:20,300 |
| 28              | GT 1.6   | 60  | Hans Lazarus                     | Hans Lazarus                     | Porsche 356 B Super 90           | 0:08:24,500 |
| 29              | T 2.0    | 95  | Horst Floth                      | Horst Floth                      | Volvo PV544                      | 0:08:24,700 |
| 30              | T 2.0    | 100 | Ernst Furtmayr                   | Ernst Furtmayr                   | Alfa Romeo Giulia                | 0:08:26,500 |
| 31              | S/P 2.0  | 19  | Abarth                           | Hans Herrmann                    | Abarth 2000 Sport                | 0:08:29,800 |
| 32              | GT 2.0   | 70  | Hessen                           | Ludwig Walter                    | Porsche 356 B 2000 GS Carrera    | 0:08:30,600 |
| 33              | GT 1.6   | 58  | Horst Ranke                      | Horst Ranke                      | Porsche 356 B Super 90           | 0:08:32,000 |
| 34              | GT 1.0   | 31  | Andreas Schmalbach               | Andreas Schmalbach               | Fiat-Abarth 1000 Berlina         | 0:08:33,300 |
| 35              | T 700    | 140 | Heinz Liedl                      | Heinz Liedl                      | Steyr-Puch 650T                  | 0:08:40,400 |
| 36              | T 700    | 137 | Steyr-Puch                       | Johannes Ortner                  | Steyr-Puch 650T                  | 0:08:41,600 |
| 37              | T + 2.0  | 88  | Peter Hamann                     | Peter Hamann                     | Mercedes-Benz 220 SE             | 0:08:41,900 |
| 38              | T 1.0    | 113 | Michael Endress                  | Michael Endress                  | DKW F 12                         | 0:08:44,600 |
| 39              | S/P 700  | 4   | Abarth                           | Mauro Bianchi                    | Fiat-Abarth 700                  | 0:08:45,700 |
| 40              | T 850    | 119 | Alfred Kling                     | Alfred Kling                     | DKW Junior                       | 0:08:46,600 |
| 41              | S/P 700  | 2   | BMW                              | Alex von Falkenhausen            | Martini                          | 0:08:48,500 |
| 42              | S/P 2.0  | 9   | Biennoise                        | Sidney Charpilloz                | Elva Mk.VII                      | 0:08:49,000 |
| 43              | S/P 2.0  | 25  | Biennoise                        | Anton Fischhaber                 | Lotus 23                         | 0:08:49,800 |
| 44              | T 1.3    | 105 | Dieter Schmid                    | Dieter Schmid                    | Alfa Romeo Giulietta TI          | 0:08:50,100 |
| 45              | GT 1.6   | 59  | Emmerich Kalmar                  | Emmerich Kalmar                  | Porsche 356 B Super 90           | 0:08:50,700 |
| 46              | T 1.3    | 107 | Gerhard Bodmer                   | Gerhard Bodmer                   | Glas S1204                       | 0:08:51,100 |
| 47              | S/P 700  | 1   | BMW                              | Heinz Eppelein                   | BMW 700 Speziale                 | 0:08:51,700 |
| 48              | GT 1.6   | 63  | Albert Pfuhl                     | Albert Pfuhl                     | Porsche 356 B Super 90           | 0:08:53,600 |
| 49              | T + 2.0  | 89  | Manfred Juchem                   | Manfred Juchem                   | Mercedes-Benz 220 SE             | 0:08:53,900 |
| 50              | T 2.0    | 101 | Alfred Katz                      | Alfred Katz                      | Alfa Romeo Giulia                | 0:08:54,700 |
| 51              | T 1.0    | 112 | Josef Jeser                      | Josef Jeser                      | DKW F12                          | 0:08:55,300 |
| 52              | T 850    | 120 | Peter Ruby                       | Peter Ruby                       | DKW Junior                       | 0:08:56,600 |
| 53              | T + 2.0  | 91  | Hans-Jürgen Wölk                 | Hans-Jürgen Wölk                 | Mercedes-Benz 220 SE             | 0:08:57,900 |
| 54              | T + 2.0  | 91  | Gunter Thiel                     | Gunter Thiel                     | Mercedes-Benz 220 SE             | 0:09:00,100 |
| 55              | T 1.3    | 103 | Hans-Dieter Dechent              | Hans-Dieter Dechent              | Alfa Romeo Giulietta TI          | 0:09:00,300 |
| 56              | T + 2.0  | 86  | Helmut Felder                    | Helmut Felder                    | Fiat 2300S                       | 0:09:01,800 |
| 57              | GT 1.6   | 61  | Hessen                           | Ulrich Rose                      | Porsche 356 B Super 90           | 0:09:03,200 |
| 58              | S/P 2.0  | 20  | Abarth                           | Tommy Spychiger                  | Abarth 2000 Sport                | 0:09:04,300 |
| 59              | GT + 2.0 | 79  | Will Huth                        | Will Huth                        | Jaguar E-Type                    | 0:09:05,100 |
| 60              | T + 2.0  | 92  | Carl Kramer                      | Carl Kramer                      | Mercedes-Benz 220 SE             | 0:09:05,400 |
| 61              | T 850    | 125 | Konrad Eckschlager               | Konrad Eckschlager               | DKW Junior                       | 0:09:07,200 |
| 62              | GT + 2.0 | 81  | Frans Klaus Schmitz              | Frans Klaus Schmitz              | Jaguar E-Type                    | 0:09:07,600 |
| 63              | T 700    | 129 | Anton Fischhaber                 | Anton Fischhaber                 | BMW 700S                         | 0:09:09,000 |
| 64              | T 700    | 134 | Jürgen Grähser                   | Jürgen Grähser                   | BMW 700S                         | 0:09:09,700 |
| 65              | T 850    | 123 | Joachim Grahl                    | Joachim Grahl                    | DKW Junior                       | 0:09:14,400 |
| 66              | T 2.0    | 97  | Karl Schumacher                  | Karl Schumacher                  | Volvo 122S                       | 0:09:15,400 |
| 67              | GT 1.6   | 65  | C. A. McComas                    | C. A. McComas                    | Porsche 356 B Super 90           | 0:09:15,800 |
| 68              | T 2.0    | 98  | Lonnie Derr                      | Lonnie Derr                      | Volvo PV544                      | 0:09:16,200 |
| 69              | S/P 2.0  | 15  | OASC                             | Walter Schatz                    | Lotus 23                         | 0:09:17,400 |
| 70              | T 1.0    | 111 | Isar Racing                      | Manfred Behnke                   | Glas S1204                       | 0:09:19,800 |
| 71              | T 700    | 139 | Dieter Basche                    | Dieter Basche                    | Steyr-Puch 650T                  | 0:09:20,200 |
| 72              | T 850    | 121 | Johann Abt                       | Johann Abt                       | DKW Junior                       | 0:09:22,100 |
| 73              | GT 2.0   | 72  | Horst Mueller                    | Horst Mueller                    | Triumph TR3                      | 0:09:22,500 |
| 74              | T 700    | 135 | Malte Huth                       | Malte Huth                       | BMW 700S                         | 0:09:24,500 |
| 75              | T 700    | 131 | Harald von Saucken               | Harald von Saucken               | BMW 700S                         | 0:09:25,100 |
| 76              | T 1.0    | 117 | Anton Linner                     | Anton Linner                     | Auto Union 1000S                 | 0:09:27,400 |
| 77              | S/P 700  | 3   | BMW                              | Richard Lichtenberg              | BMW 700 Speziale                 | 0:09:28,000 |
| 78              | T 700    | 132 | Ernst Röslmair                   | Ernst Röslmair                   | BMW 700S                         | 0:09:30,600 |
| 79              | S/P 2.0  | 14  | Fritz Baumann                    | Kurt Rost                        | Lotus 23                         | 0:09:31,200 |
| 80              | S/P 700  | 6   | Rudolf Baum                      | Rudolf Baum                      | BMW 700 Speziale                 | 0:09:34,600 |
| 81              | GT 1.3   | 42  | Friedrich Bryzmann               | Friedrich Bryzmann               | Abarth-Simca 1300 Bialbero       | 0:09:36,000 |
| 82              | T 700    | 130 | Hans Hölder                      | Hans Hölder                      | BMW 700S                         | 0:09:37,400 |
| 83              | T 700    | 138 | Sepp Liebl                       | Sepp Liebl                       | Steyr-Puch 650T                  | 0:09:39,300 |
| 84              | T 1.0    | 115 | Werner Diepold                   | Werner Diepold                   | Auto Union 1000S                 | 0:09:43,400 |
| 85              | S/P 700  | 5   | Werner Dinkel                    | Werner Dinkel                    | BMW 700 Speziale                 | 0:09:40,500 |
| 86              | T 1.3    | 104 | Willi Kaiser                     | Willi Kaiser                     | Alfa Romeo Giulietta TI          | 0:09:43,700 |
| 87              | T 600    | 145 | Siegfried Spiess                 | Siegfried Spiess                 | NSU Prinz                        | 0:09:45,600 |
| 88              | T 850    | 122 | Hans Fischer                     | Hans Fischer                     | DKW Junior                       | 0:09:48,200 |
| 89              | T 1.3    | 108 | Alfred Hoser                     | Alfred Hoser                     | Glas S1204                       | 0:09:49,100 |
| 90              | T 600    | 149 | Hannes Häring                    | Hannes Häring                    | Steyr-Puch 500                   | 0:09:50,200 |
| 91              | T 600    | 144 | Udo Schwarzmann                  | Udo Schwarzmann                  | NSU Prinz                        | 0:10:03,100 |
| 92              | T 700    | 133 | Hans-Jörg Janssen                | Hans-Jörg Janssen                | BMW 700S                         | 0:10:06,200 |
| 93              | GT 2.0   | 73  | Erich Bode                       | Erich Bode                       | Triumph TR3                      | 0:10:08,500 |
| 94              | T 600    | 148 | Josef Schossleitner              | Josef Schossleitner              | Steyr-Puch 500                   | 0:10:10,100 |
| 95              | T 600    | 146 | Manfred Spiess                   | Manfred Spiess                   | NSU Prinz                        | 0:10:16,500 |
| 96              | T 1.0    | 116 | Gottfried Michael                | Gottfried Michael                | Auto Union 1000S                 | 0:10:18,700 |
| 97              | GT + 2.0 | 83  | Fred Damss                       | Fred Damss                       | Lancia                           | 0:10:36,500 |
| Ausgefallen     |          |     |                                  |                                  |                                  |             |
| 98              | S/P 2.0  | 10  | Jörg Wyssbrod                    | Alban Scheiber                   | Elva Mk.VI                       |             |
| 99              | S/P 2.0  | 21  | Scuderia Sant Ambroeus           | Edoardo Lualdi                   | Ferrari Dino 196SP               |             |
| 100             | GT 1.0   | 30  | Scuderia Filipinetti             | André Knörr                      | Fiat-Abarth 1000                 |             |
| 101             | GT 1.6   | 62  | Klaus Seuffert                   | Klaus Seuffert                   | Porsche 356 B Super 90           |             |
| 102             | GT 1.6   | 64  | Hessen                           | Bernd Seidel                     | Porsche 356 B Super 75           |             |
| 103             | T 1.0    | 114 | Gert Fehrmann                    | Gert Fehrmann                    | DKW F12                          |             |
| 104             | T 850    | 124 | Walter Treser                    | Walter Treser                    | DKW Junior                       |             |
| 105             | T 600    | 147 | RRC                              | Walter Roser                     | Steyr-Puch 500                   |             |
| Nicht gestartet |          |     |                                  |                                  |                                  |             |
| 106             | S/P 2.0  | 11  | Glas                             | Gerhard Bodmer                   | Glas S1204                       | 1           |
| 107             | S/P 2.0  | 12  | Abarth                           | Gianni Balzarini                 | Abarth 1300 Sport                | 2           |
| 108             | S/P 2.0  | 22  | Harry Zweifel                    | Harry Zweifel                    | Lotus 23                         | 3           |
| 109             | GT 1.6   | 49  | Graz Racing                      | Hellfried von Kiwisch            | Porsche 356 B Carrera            | 4           |
| 110             | GT 1.6   | 57  | Innsbruck Racing                 | Klaus Sterzinger                 | Porsche 356 B Super 90           | 5           |
| 111             | GT + 2.0 | 80  | Joseph Ruthardt                  | Joseph Ruthardt                  | Jaguar E-Type                    | 6           |

1 nicht gestartet
2 nicht gestartet
3 nicht gestartet
4 nicht gestartet
5 nicht gestartet
6 nicht gestartet

### Nur in der Meldeliste
Hier finden sich Teams, Fahrer und Fahrzeuge, die ursprünglich für das Rennen gemeldet waren, aber aus den unterschiedlichsten Gründen daran nicht teilnahmen.
| Pos. | Klasse   | Nr. | Team                    | Fahrer                  | Chassis                    |
| ---- | -------- | --- | ----------------------- | ----------------------- | -------------------------- |
| 112  | T 1.3    |     | Eugen Fauser            | Eugen Fauser            | Alfa Romeo Giulietta TI    |
| 113  | T 600    |     | Walter Heess            | Walter Heess            | NSU Prinz                  |
| 114  | S/P 2.0  |     | Abarth                  | Mauro Bianchi           | Fiat-Abarth 1000 Sport     |
| 115  | T + 2.0  |     | Mandred Juchem          | Horst Aubart            | Mercedes-Benz 220 SE       |
| 116  | T 2.0    |     | Hessen                  | Hans Braun              | Alfa Romeo Giulia          |
| 117  | T 600    |     | Isar Racing             | Ernst Hamberger         | NSU Prinz                  |
| 118  | T 2.0    |     | Volvo Germany           | Alfred Höber            | Volvo 122S                 |
| 119  | T 700    |     | Friedhelm Langenheim    | Friedhelm Langenheim    | BMW 700S                   |
| 120  | T 1.3    |     | Maurice Scemama         | Maurice Scemama         | Alfa Romeo Giulietta TI    |
| 121  | T 2.0    |     | Horst Floth             | Willy König             | Volvo 122S                 |
| 122  | T 700    |     | Fritz Beisswenger       | Fritz Beisswenger       | BMW 700S                   |
| 123  | T 850    |     | Hans Stock              | Hans Stock              | DKW Junior                 |
| 124  | T 850    |     | "Taiphoon 1er"          | "Taiphoon 1er"          | Fiat-Abarth 850TC          |
| 125  | S/P 2.0  | 24  | Biennoise               | Robert Huber            | Lotus 23B                  |
| 126  | S/P 2.0  | 27  | Biennoise               | Kurt Rost               | Lotus 23                   |
| 127  | S/P 2.0  | 28  | OASC                    | Alban Scheiber          | Lotus 23                   |
| 128  | S/P 2.0  | 29  | Karl Foitek             | Karl Foitek             | Lotus 23                   |
| 129  | GT 1.0   | 32  | Isar Racing             | Martin Mühlbauer        | Austin-Healey Sprite       |
| 130  | GT 1.0   | 33  | Siegfried Siebrenbürger | Siegfried Siebrenbürger | Austin-Healey Sprite       |
| 131  | GT 1.0   | 34  | Berthold Dorn           | Berthold Dorn           | René Bonnet Djet           |
| 132  | GT 1.0   | 36  | OASC                    | Kurt Zuegg              | Fiat-Abarth 1000 Bialbero  |
| 133  | GT 1.3   | 39  | Scuderia Sant Ambroeus  | Sergio Pedretti         | Abarth-Simca 1300 Bialbero |
| 134  | GT 1.3   | 43  | Hans-Dieter Dechent     | Hans-Dieter Dechent     | Alfa Romeo Giulietta SZ    |
| 135  | GT 1.3   | 44  | Horst Estler            | Horst Estler            | Alfa Romeo Giulietta SZ    |
| 136  | GT 1.3   | 45  | Walter Taeuber          | Walter Taeuber          | Alfa Romeo Giulietta SZ    |
| 137  | GT + 2.0 | 75  | Scuderia Filipinetti    | Herbert Müller          | Ferrari 250 GTO            |
| 138  | GT + 2.0 | 82  | Armin von Freyberg      | Armin von Freyberg      | Alfa Romeo 2600 Spider     |

### Klassensieger
| Klasse   | Fahrer           | Fahrzeug                         | Platzierung im Gesamtklassement |
| -------- | ---------------- | -------------------------------- | ------------------------------- |
| S/P 2.0  | Joseph Greger    | Porsche 718 RS                   | Rang 7                          |
| S/P 700  | Mauro Bianchi    | Fiat-Abarth 700                  | Rang 39                         |
| GT + 2.0 | Paolo Colombo    | Ferrari 250 GTO                  | Rang 15                         |
| GT 2.0   | Edgar Barth      | Porsche 356 B Carrera Abarth GTL | Gesamtsieg                      |
| GT 1.6   | Joseph Greger    | Porsche 356 B Carrera            | Rang 2                          |
| GT 1.3   | Mauro Bianchi    | Abarth-Simca 1300 Bialbero       | Rang 3                          |
| GT 1.0   | Eberhard Mahle   | Fiat-Abarth 1000 Berlina         | Rang 8                          |
| T + 2.0  | Eberhard Mahle   | Fiat 2300S                       | Rang 27                         |
| T 2.0    | Horst Floth      | Volvo PV544                      | Rang 29                         |
| T 1.3    | Dieter Schmid    | Alfa Romeo Giulietta TI          | Rang 44                         |
| T 1.0    | Michael Endress  | DKW F12                          | Rang 38                         |
| T 850    | Alfred Kling     | DKW Junior                       | Rang 40                         |
| T 700    | Heinz Liedl      | Steyr-Puch 650T                  | Rang 35                         |
| T 600    | Siegfried Spiess | NSU Prinz                        | Rang 87                         |

### Renndaten
- Gemeldet: 138
- Gestartet: 105
- Gewertet: 97
- Rennklassen: 14
- Zuschauer: unbekannt
- Wetter am Renntag: erst trocken, dann Regen während des zweiten Laufs
- Streckenlänge: 6,000 km
- Fahrzeit des Siegerteams: 0:07:24,800 Stunden
- Gesamtrunden des Siegerteams: 2
- Gesamtdistanz des Siegerteams: 12,000 km
- Siegerschnitt: 97,122 km/h
- Pole Position: keine
- Schnellste Rennrunde: Hans Herrmann - Abarth 2000 Sport (#19) – 3:20,400 = 107,784 km/h
- Rennserie: 9. Lauf zum Sportwagen-Weltmeisterschaft 1963